# Bug (Dinosaur Jr.)
| Recensione                    | Giudizio    |
| ----------------------------- | ----------- |
| AllMusic                      |             |
| Entertainment Weekly          | A-          |
| Mojo                          |             |
| NME                           | 8.999999/10 |
| Paste                         |             |
| Pitchfork                     | 7.3/10      |
| PopMatters                    | 8/10        |
| The Rolling Stone Album Guide |             |
| Spin Alternative Record Guide | 8/10        |
| Stylus Magazine               | A           |

Bug è il terzo album dei Dinosaur Jr., pubblicato nel 1988 dalla SST Records.

## Descrizione
Venne pubblicato nell'ottobre 1988 dalla SST Records, dalla Blast First e dalla Au Go Go Records rispettivamente nel Regno Unito e in Australia; fu l'ultimo album dei Dinosaur Jr. con il bassista originale Lou Barlow fino al suo ritorno nel 2007. La versione del brano "Keep The Glove" inclusa nella ristampa del 2005 non è la stessa della versione sul lato b del singolo Freak Scene o della compilation Fossils.
Nel 2011 l'intero album è stato suonato dal vivo a Washington, nel "The 9:30 Club" e la registrazione è stata pubblicata in un album, "Bug: Live At The 9:30 Club, Washington, DC, June 2011".

## Tracce
Testi e musiche di J Mascis.
1. Freak Scene – 3:35
2. No Bones – 3:42
3. They Always Come – 4:25
4. Yeah We Know – 5:30
5. Let It Ride – 3:34
6. Pond Song – 2:54
7. Budge – 2:29
8. The Post – 3:36
9. Don't – 5:39
10. Keep the Glove (Bonus track) – 2:52 – Presente nella ristampa del 2005 pubblicata dalla Merge Records.

## Formazione
- J Mascis - chitarra, voce e percussioni
- Lou Barlow - basso, ukulele e voce
- Murph - batteria